# Szívtörő (Így jártam anyátokkal)
A Szívtörő az Így jártam anyátokkal című televízió-sorozat nyolcadik évadának hatodik epizódja. Eredetileg 2012. november 12-én vetítették, míg Magyarországon 2013. október 14-én.
Ebben az epizódban Robin szakítana Nickkel, de nem tudja rászánni magát, ezért Barney veszi a kezébe a dolgokat. Lily és Marshall kétségbeesetten szeretnének egy kis időt kettesben tölteni.

## Cselekmény
Robin panaszkodik a többieknek, hogy már 3 napja nem szexeltek, mert Nick összeszedett egy kis sérülést Marshallék kosárlabdacsapatában. Így viszont beszélgetniük kell, és így jött rá, hogy Nick mennyire ostoba (amit a többiek már rég észrevettek). Végiggondolva a dolgokat elhatározza, hogy szakít vele, de másnap közli a többiekkel, hogy képtelen volt rá, amikor meglátta a kockás hasát. Barney, aki tudja, hogy Robin magától úgyse lesz képes rászánni magát, előáll a megoldással: ha aznap este 8 óráig nem szakít vele, akkor meghívót küld Patrice-nek, Robin munkatársnőjének, akit ki nem állhat, egy csodás napra, az ő nevében. Marshall arra kéri, hogy kíméletesen bánjon vele, mert mind tudják, hogy milyen érzelgős, de szükségük van rá, hogy ne omoljon össze a következő kosármeccs előtt. Barney a Szívtörő nevű helyet ajánlja, ahová az emberek azért járnak, hogy szakítsanak a partnereikkel.
El is mennek a desszertezőbe, ahol Robin épp meg akarja mondani neki, hogy mit akar, amikor csörög a telefonja, és amit mondanak, az nagyon felzaklatja Nicket. Robin képtelen kidobni őt és azt mondja, rendeljen magának, amit csak szeretne. Eközben a lakásba megérkezik Ted, akinek az építészekből álló kosárcsapata épp most kapott ki a könyvelők csapatától. Robin felhívja őket telefonon és elmondja a helyzetet, mire Barney közli, hogy nem állítja meg a dolgot, és kiküldi a meghívót, ha 5 percen belül a fülük hallatára nem szakít vele. Így hát Robin visszamegy és beszélgetni kezd Nickkel. Megkérdezi, mit mondtak a telefonba, mire Nick azt mondja, hogy az orvosa volt, és szerinte a sérülése komolyabb, így hetekig nem játszhat. Marshall, aki mindezt hallja, összetörik a hír hallatán. Nick viszont közli, hogy így újra szexelhetnek. De még mielőtt bármit is mondhatna erre Robin, megjelenik Barney, és közli vele, hogy szerelmes belé. Így már megadta az okot, hogy Nick szakítson vele, mégpedig egy érzelmes vallomással, amin mindannyian megdöbbennek. Így végül ott helyben szakítanak, Nick pedig két, hozzá hasonlóan épp dobott nővel megy haza. Jövőbeli Ted szerint ezzel ért véget a szakítások ősze.
Eközben kiderül, hogy Marshall és Lily sem szexeltek azóta, hogy Marvin megszületett, így Ted elviszi magával Marvint sétálni, hogy kettesben maradhassanak. Közben Barney és Robin és hazafelé sétálnak, Barney pedig azzal henceg, hogy milyen király volt a szövege, és már majdnem meg is csókolnák egymást, amikor csörög Robin telefonja: Patrice megkapta az e-mailt, és alig várja a kettesben töltött napot. Kiderült, hogy Barney elfelejtette leállítani az időzítőt.
Az epizód végén Tedet kidobják a kosárcsapatból a csapattársai, szintén a Szívtörő nevű helyen, mintha csak szakítanának.

## Kontinuitás
- Lily ismét hangosan fantáziál, mikor már egy jó ideje nem volt együtt Marshallal ("Ordításlánc")
- A "Spoilerveszély" című részben Ted hasonlóképpen nem veszi észre Cathy rossz tulajdonságát (hogy állandóan beszél), csak azért, mert szexelni akar vele, mint ahogy most Robin Nickét.
- Harmadjára fordul elő, hogy egy telefonhívás félbeszakítja Barney és Robin csókját. Először Nora volt az "A tanú" című részben, majd Robin apja a "Katasztrófa elhárítva" című részben.
- Robin "A Stinson-rakétaválság" című epizód óta tudottan ki nem állhatja Patrice-t.
- Robin ugyanúgy nem tudta az Északi-sarkról az "Apu, a fergeteges" című részben, hogy igazi, mint ahogy ebben az epizódban Nick is azt hiszi a cigányokról, hogy kitalált mesebeli figurák.
- Jövőbeli Ted a "Házassági szerződés" című részben utalt először a szakítások őszére.
- Marshall korábbi részekben is láthatóan szereti a kosárlabdát.
- A tábla, amelyet Marshallék ágyánál lehet látni, először "A piás vonat" című rész előretekintésében jelent meg.
- Barneynak ismét gondjai vannak az evőpálcikák használatával ("A hableány-elmélet", "A kacsás nyakkendő")

## Jövőbeli visszautalások
- Ebben az epizódban kezdődik el Barney Taktikai Könyvének utolsó trükkje, "A Robin".

## Érdekességek
- Amikor Lily Robin, Nick és egy harmadik nő édeshármasáról fantáziál, a nőt Nadia-nak hívják. Nadia volt a szexszimbólum cserediáklány az Amerikai pite című filmben, amiben Alyson Hannigan is játszott.

## Vendégszereplők
- Michael Trucco – Nick Podarutti
- Ellen D. Williams – Patrice
- John Paul Green – Joel
- Karthik Srinivasan – Giles
- Morgan Peter Brown – Adrian
- Jennifer Rogers – nő
- Karolin Luna – nő

## Zene
- Stewie Wonder – Signed, Sealed, Delivered I'm Yours

## Fordítás
Ez a szócikk részben vagy egészben  a   Splitsville című angol Wikipédia-szócikk ezen változatának fordításán alapul.  Az eredeti cikk szerkesztőit annak laptörténete sorolja fel. Ez a jelzés csupán a megfogalmazás eredetét és a szerzői jogokat jelzi, nem szolgál a cikkben szereplő információk forrásmegjelöléseként.